# Кунянська волость
Кунянська волость — історична адміністративно-територіальна одиниця Гайсинського повіту Подільської губернії з центром у містечку Куна.
Станом на 1885 рік складалася з 12 поселень, 12 сільських громад. Населення — 13996 осіб (6747 чоловічої статі та 7249 — жіночої), 1742 дворових господарства.
|                     | Площа, десятин | У тому числі орної, дес. |
| ------------------- | -------------- | ------------------------ |
| Сільських громад    | 10956          | 7655                     |
| Приватної власності | 12224          | 4640                     |
| Іншої власності     | 517            | 412                      |
| Загалом             | 23697          | 12707                    |

Основні поселення волості:
- Куна — колишнє власницьке містечко при річці Соб за 3 верст від повітового міста, 1200 осіб, 340 дворових господарств, православна церква, костел, синагога, 3 постоялих двори, 5 постоялих будинків, лавка, пивоварний завод.
- Басаличівка — колишнє власницьке село при річці Ладижинка, 607 осіб, 84 дворових господарства, православна церква, постоялий будинок.
- Бубнівка — колишнє власницьке село при річці Соб, 1710 осіб, 271 дворове господарство, православна церква, школа, постоялий будинок, 3 водяних млини, винокурний завод.
- Дмитренки — колишнє власницьке село, 393 особи, 76 дворових господарства, православна церква, постоялий будинок, водяний млин.
- Жерденівка — колишнє власницьке село при річці Дубина, 1517 осіб, 171 дворове господарство, православна церква, школа, постоялий будинок.
- Крутогорб — колишнє власницьке село при річці Соб, 536 осіб, 67 дворових господарств, православна церква, школа, постоялий будинок, водяний млин.
- Кузьминці — колишнє власницьке село при річці Буг, 1467 осіб, 230 дворових господарств, православна церква, 2 постоялих будинки, кузня, винокурний завод.
- Мар'янівка — колишнє власницьке село при річці Соб, 916 осіб, 88 дворових господарств, православна церква, постоялий будинок, водяний млин.
- Сокільці — колишнє власницьке село при річці Буг, 509 осіб, 93 дворових господарства, православна церква, постоялий будинок, 3 водяних млини.
- Степашки — колишнє власницьке село при річці Буг, 1616 осіб, 177 дворових господарств, православна церква, постоялий будинок, водяний млин, винокурний завод.
- Харпачка — колишнє власницьке село при річці Дрібна, 1381 особа, 165 дворових господарств, православна церква, школа, постоялий будинок.
- Ярмолинці — колишнє власницьке село при річці Зеленеч, 1247 осіб, 175 дворових господарств, православна церква, школа, 2 постоялих будинки.